# Ném trứng
Ném trứng là hành động cầm trứng vào ném vào người hoặc đồ đạc, tài sản. Trứng được sử dụng thông thường là trứng sống, trứng đã luộc chín, đôi khi là trứng thối.
Ném trứng vào các chính khách là một hình thức phản kháng phổ biến. Ném trứng vào ô tô, nhà ở người khác có thể coi như là một hình thức phá hoại. Tuy nhiên ở một số nơi, ném trứng được thực hiện với ý nghĩa tốt đẹp.

## Thiệt hại và thương tích
Ném trứng vào mặt của một người có thể gây thương tích nghiêm trọng và chấn thương mắt, có thể cấu thành tội hành hung và cố ý gây thương tích. Tháng 3 năm 2008 tại Dublin, một y tá bị mù một bên mắt khi một chiếc xe hơi đi qua ném trứng trúng vào mặt. Dịp Halloween năm 2005, một cậu bé ở Long Island bị mù mắt sau khi thanh thiếu niên từ một trường trung học địa phương trong ô tô ném trứng trúng vào mắt.

## Phản đối chính trị

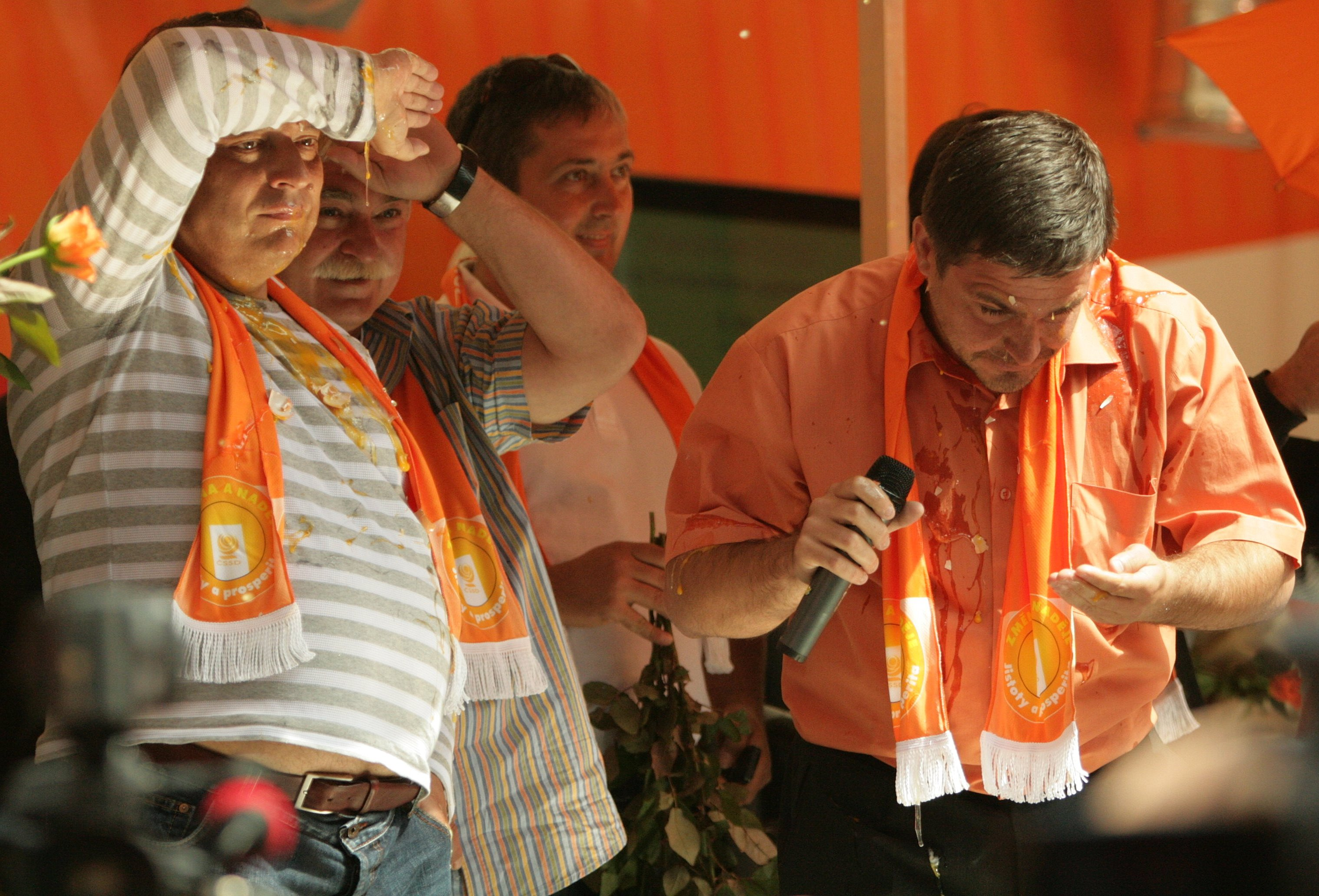
Chính trị gia người Séc Jiri Paroubek (trái) đã bị ném trứng trong một cuộc biểu tình trong cuộc bầu cử quốc hội châu Âu năm 2009.

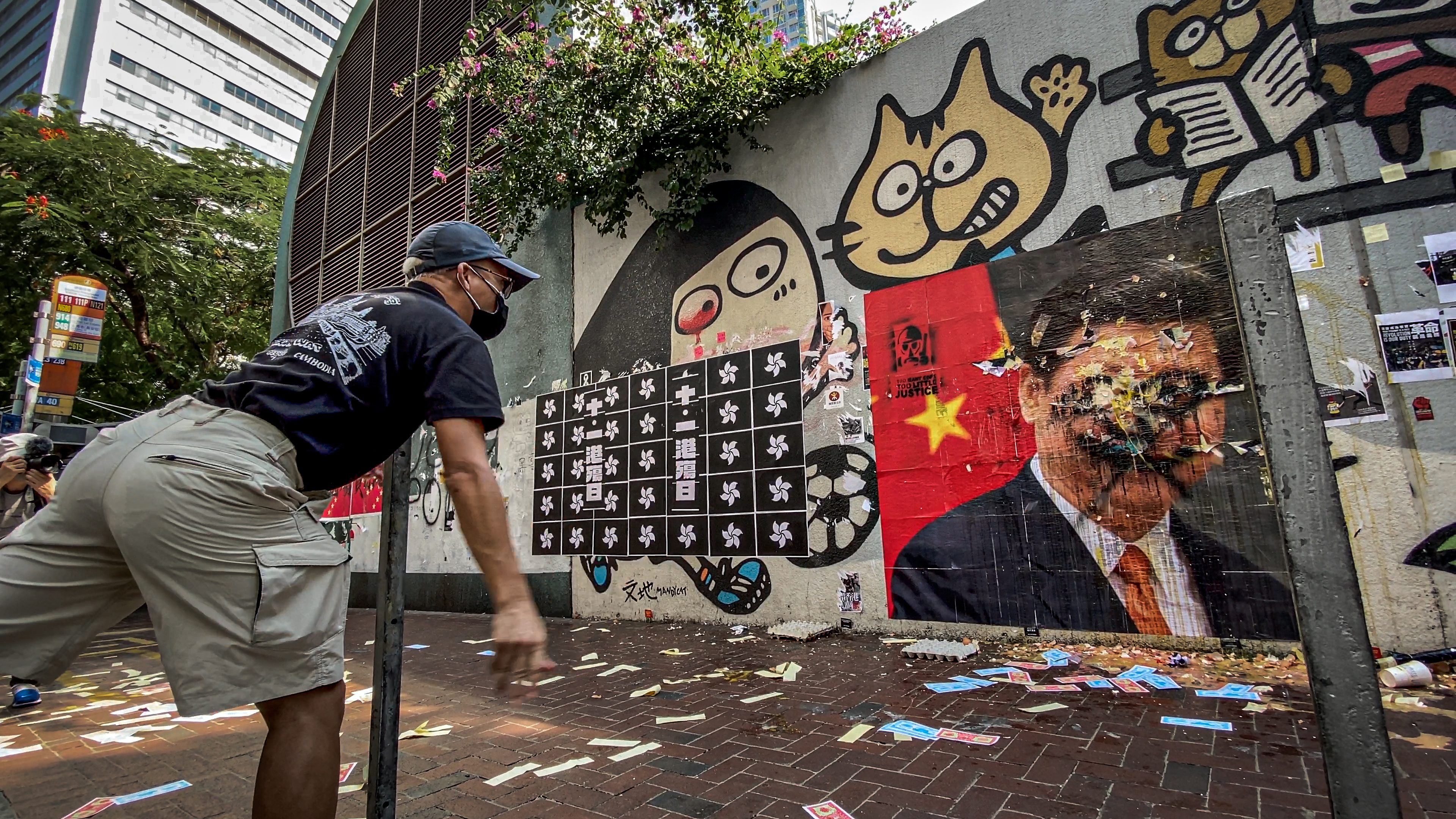
Người biểu tình Hồng Kông ném trứng vào tranh vẽ Tập Cận Bình.

Trứng đôi khi được ném vào người hoặc các tòa nhà như một hình thức phản đổi về vấn đề gì đó. Những người có địa vị cao đã bị ném trứng bao gồm: David Cameron, Steve Ballmer, Miloš Zeman, Bronisław Komorowski, Arnold Schwarzenegger, John Prescott, Helmut Kohl, Nick Griffin, David Blaine, Richard Prebble, Ed Miliband, Nigel Farage, John Tsang, Luis Fortuño, Rafael Correa.

## Đối với các sự kiện cụ thể
Ném trứng đôi khi là hình thức kỷ niêm sự kiện và ngày lễ nhất định.
Ở Brazil, người ta thường ném trứng vào ai đó vào ngày sinh nhật của họ như một trò đùa thân thiện. Thông thường, bột mì cũng được đổ lên đầu người sau khi ném trứng, với hàm ý bông đùa: "Bánh sinh nhật ở ngay trên đầu". Khi tiền vệ của Guarani FC, Jose Fernando Fumagalli bị đồng đội ném trứng và bột mì trong lễ kỷ niệm sinh nhật lần thứ 40 của mình. Truyền thống này bắt nguồn từ những năm 1980, ở México, nơi người ta thường đập vỡ "cascarones" (vỏ trứng) trên đầu một người trong bữa tiệc sinh nhật của họ để trao may mắn. Những quả trứng thường chứa đầy hoa giấy, tô màu bằng thuốc nhuộm hoặc bút màu.